# Serrat Alt (Artesa de Segre)
El Serrat Alt és una serra situada al municipi d'Artesa de Segre, a la comarca de la Noguera, amb una elevació màxima de 916 metres.